# Sainte-Gemme-la-Plaine

Sainte-Gemme-la-Plaine este o comună în departamentul Vendée, Franța. În 2009 avea o populație de 1,921 de locuitori.